# Bjelojevići, Mojkovac
Bjelojevići este un sat din comuna Mojkovac, Muntenegru. Conform datelor de la recensământul din 2003, localitatea are 232 de locuitori (la recensământul din 1991 erau 249 de locuitori).

## Demografie
În satul Bjelojevići locuiesc 165 de persoane adulte, iar vârsta medie a populației este de 33,4 de ani (34,3 la bărbați și 32,5 la femei). În localitate sunt 57 de gospodării, iar numărul mediu de membri în gospodărie este de 4,07.
Populația localității este foarte eterogenă.
|  |

| Demografie | Demografie | Demografie |
| An         | Locuitori  | Locuitori  |
| ---------- | ---------- | ---------- |
|            |            |            |
|            |            |            |
|            |            |            |
|            |            |            |
| 1948       | 25         |            |
| 1953       | 63         |            |
| 1961       | 108        |            |
| 1971       | 150        |            |
| 1981       | 219        |            |
| 1991       | 249        | 247        |
| 2003       | 249        | 232        |

| \| Componența etnică conform recensământului din 2003[2] \| Componența etnică conform recensământului din 2003[2] \| Componența etnică conform recensământului din 2003[2] \| Componența etnică conform recensământului din 2003[2] \| Componența etnică conform recensământului din 2003[2] \| \| ----------------------------------------------------- \| ----------------------------------------------------- \| ----------------------------------------------------- \| ----------------------------------------------------- \| ----------------------------------------------------- \| \| \| \| \| \| \| \| Sârbi \| Sârbi \| \| 128 \| 55,17% \| \| Muntenegreni \| Muntenegreni \| \| 97 \| 41,81% \| \| necunoscută \| necunoscută \| \| 0 \| 0% \| |              |  |     |        |
| Componența etnică conform recensământului din 2003 |              |  |     |        |
| |              |  |     |        |
| Sârbi | Sârbi        |  | 128 | 55,17% |
| Muntenegreni | Muntenegreni |  | 97  | 41,81% |
| necunoscută | necunoscută  |  | 0   | 0%     |